# سی‌امین دوره کتاب سال جمهوری اسلامی ایران
مراسم سی‌امین دوره کتاب سال جمهوری اسلامی ایران در بهمن ۱۳۹۱ در تهران برگزار شد.

## برگزیدگان
| دین                        | کلیات اسلام      | جرعه ای از دریا                                       | سید موسی شبیری زنجانی           |                 |                | مؤسسه کتاب‌شناسی شیعه                                                     | ۱۳۹۰ | برگزیده      |
| زبان                       | زبان‌های باستانی  | واژه و معنای آن از فارسی میانه تا فارسی               | کتایون مزداپور                  |                 |                | پژوهشگاه علوم انسانی و مطالعات فرهنگی                                    | ۱۳۹۰ | برگزیده      |
| علوم کاربردی               | پزشکی            | سکته مغزی (اصول تشخیص، پیشگیری و درمان)               | محمودرضا آذرپژوه                |                 |                | دانشگاه علوم پزشکی مشهد و خدمات بهداشتی درمانی مشهد                      | ۱۳۹۰ | برگزیده      |
| هنر                        | معماری           | خشت و خیال: شرح معماری اسلامی ایران                   | کامبیز نوایی و کامبیز حاج قاسمی |                 |                | دانشگاه شهید بهشتی؛ سروش                                                 | ۱۳۹۰ | برگزیده      |
| بخش ویژه: تفاسیر قرآن کریم | تألیف            | تفسیر نمونه                                           | ناصر مکارم شیرازی و همکاران     |                 |                | دارالکتب الاسلامیه                                                       | ۱۳۹۰ | برگزیده      |
| بخش ویژه: تفاسیر قرآن کریم | تألیف            | تفسیر الفرقان فی تفسیر القرآن                         | محمدصادقی تهرانی                |                 |                | فرهنگ اسلامی                                                             | ۱۳۹۰ | برگزیده      |
| بخش ویژه: تفاسیر قرآن کریم | تحقیق            | تفسیر ابوالفتوح رازی                                  |                                 |                 | محمدجعفر یاحقی | آستان قدس رضوی                                                           | ۱۳۹۰ | برگزیده      |
| بخش ویژه: تفاسیر قرآن کریم | تحقیق            | تفسیر جوامع الجامع                                    | فضل بن حسن طبرسی                |                 | ابوالقاسم گرجی | دانشگاه تهران، مؤسسه انتشارات و چاپ                                      | ۱۳۹۰ | برگزیده      |
| کلیات                      |                  | کاغذ در زندگی و فرهنگ ایرانی                          | ایرج افشار                      |                 |                | مرکز پژوهشی میراث مکتوب                                                  | ۱۳۹۰ | شایسته تقدیر |
| فلسفه و روان‌شناسی          | فلسفه غرب        | نظریه تفسیر متن                                       | احمد واعظی                      |                 |                | پژوهشگاه حوزه و دانشگاه                                                  | ۱۳۹۰ | شایسته تقدیر |
| فلسفه و روان‌شناسی          | فلسفه غرب        | تاریخ فلسفه (قرن هفدهم و هجدهم)                       | امیل بریه                       | اسماعیل سعادت   |                | هرمس                                                                     | ۱۳۹۰ | شایسته تقدیر |
| دین                        | علوم قرآنی       | پژوهشی در محکم و متشابه                               | محمد اسعدی و سیدمحمود طیب حسینی |                 |                | پژوهشگاه حوزه و دانشگاه، سازمان مطالعه و تدوین کتب علوم انسانی دانشگاه‌ها | ۱۳۹۰ | شایسته تقدیر |
| دین                        | علوم روایی       | اصول کافی                                             | ثقه الاسلام کلینی               | حسین استادولی   | حسین استادولی  | دارالثقلین                                                               | ۱۳۹۰ | شایسته تقدیر |
| دین                        | فقه و اصول       | اخباریگری (تاریخ و عقاید)                             | ابراهیم بهشتی                   |                 |                | دانشگاه ادیان و مذاهب و مؤسسه علمی و فرهنگی دارالحدیث                    | ۱۳۹۰ | شایسته تقدیر |
| دین                        | کلام             | عصمت امام در تاریخ تفکر امامیه تا پایان قرن پنجم هجری | محمدحسین فاریاب                 |                 |                | مؤسسه آموزشی و پژوهشی امام خمینی                                         | ۱۳۹۰ | شایسته تقدیر |
| علوم اجتماعی               | علوم سیاسی       | اندیشه سیاسی امام خمینی سیاست به مثابه صراط           | ابراهیم برزگر                   |                 |                | سازمان مطالعه و تدوین کتب علوم انسانی دانشگاه‌ها                          | ۱۳۹۰ | شایسته تقدیر |
| علوم کاربردی               | پزشکی            | کفایه الطب                                            | حبیش التفلیسی                   |                 | زهرا پارسا پور | پژوهشگاه علوم انسانی و مطالعات فرهنگی                                    | ۱۳۹۰ | شایسته تقدیر |
| علوم کاربردی               | دامپزشکی         | بیماری آنفولانزای طیور                                | مهدی وصفی مرندی                 |                 |                | دانشگاه تهران، مؤسسه انتشارات و چاپ                                      | ۱۳۹۰ | شایسته تقدیر |
| علوم کاربردی               | مهندسی شیمی      | عملیات تقطیر                                          | هنری کیستر                      | انوش لطفی       |                | پژوهشگاه نفت و صنعت                                                      | ۱۳۹۰ | شایسته تقدیر |
| علوم کاربردی               | کشاورزی          | شیمی و فناوری گوشت و فرآورده‌های گوشتی                 | نفیسه سلطانی زاده، مهدی کدیور   |                 |                | دانشگاه صنعتی اصفهان                                                     | ۱۳۹۰ | شایسته تقدیر |
| هنر                        | معماری           | تاریخ معماری غرب                                      | دیوید وتکین                     | محمدتقی فرامرزی |                | کاوش پرداز                                                               | ۱۳۹۰ | شایسته تقدیر |
| هنر                        | هنرهای تجسمی     | زیبایی‌شناسی خط در مسجد جامع اصفهان                    | محمدحسین حلیمی                  |                 |                | قدیانی                                                                   | ۱۳۹۰ | شایسته تقدیر |
| هنر                        | هنرهای نمایشی    | هنر نقالی در ایران                                    | سهیلا نجم                       |                 |                | مؤسسه آثار هنری متن                                                      | ۱۳۹۰ | شایسته تقدیر |
| ادبیات                     | تاریخ و نقد ادبی | عقل سرخ: شرح و تأویل داستان‌های رمزی سهروردی           | تقی پورنامداریان                |                 |                | سخن                                                                      | ۱۳۹۰ | شایسته تقدیر |
| ادبیات                     | تاریخ و نقد ادبی | مولوی و اسرار خاموشی                                  | علی محمدی آسیابادی              |                 |                | سخن                                                                      | ۱۳۹۰ | شایسته تقدیر |
| ادبیات                     | نثر معاصر        | حافظ هفت                                              | اکبر صحرایی                     |                 |                | سوره مهر                                                                 | ۱۳۹۰ | شایسته تقدیر |
| ادبیات                     | شعر              | قبله مایل به تو                                       | علیرضا برقعی                    |                 |                | فصل پنجم                                                                 | ۱۳۹۰ | شایسته تقدیر |
| تاریخ و جغرافیا            | مستند نگاری      | نورالدین پسر ایران: خاطرات سید نورالدین عافی          | معصومه سپهری                    |                 |                | سوره مهر                                                                 | ۱۳۹۰ | شایسته تقدیر |
| تاریخ و جغرافیا            | محیط زیست        | حیات هامون                                            | زمان شامحمدی، سعید ملکی         |                 |                | سازمان انتشارات جهاد دانشگاهی                                            | ۱۳۹۰ | شایسته تقدیر |
| کودک و نوجوان              | داستان تألیفی    | گردان قاطرچی‌ها                                        | داوود امیریان                   |                 |                | کانون پرورش فکری کودکان و نوجوانان                                       | ۱۳۹۰ | شایسته تقدیر |